# El Paraíso, Ursulo Galván
El Paraíso är en ort i Mexiko.   Den ligger i kommunen Ursulo Galván och delstaten Veracruz, i den sydöstra delen av landet, 290 km öster om huvudstaden Mexico City. El Paraíso ligger 15 meter över havet och antalet invånare är 1 109.
Terrängen runt El Paraíso är platt. Havet är nära El Paraíso österut. Runt El Paraíso är det ganska tätbefolkat, med 172 invånare per kvadratkilometer. Närmaste större samhälle är Ursulo Galván, 2,7 km söder om El Paraíso. Trakten runt El Paraíso består till största delen av jordbruksmark.